# 30 september
30 september är den 273:e dagen på året i den gregorianska kalendern (274:e under skottår). Det återstår 92 dagar av året.

## Återkommande bemärkelsedagar

### Nationaldagar
- Botswanas nationaldag

### Övriga märkesdagar
- Internationella översättardagen

## Dagens namn

### I den svenska almanackan
- Nuvarande – Helge
- Föregående i bokstavsordning
  - Heidi – Namnet infördes på dagens datum 1986, men flyttades 1993 till 14 juni och 2001 till 5 september.
  - Helge – Namnet infördes på dagens datum 1901 och har funnits där sedan dess.
  - Helny – Namnet infördes 1986 på 18 augusti, men flyttades 1993 till dagens datum och 2001 till 11 september.
  - Hieronymus – Namnet fanns, till minne av kyrkofadern Hieronymus som på 300-talet översatte Bibeln till latin, på dagens datum före 1901, då det utgick.
  - Härje – Namnet infördes på dagens datum 1986, men utgick 1993.
- Föregående i kronologisk ordning
  - Före 1901 – Hieronymus
  - 1901–1985 – Helge
  - 1986–1992 – Helge, Heidi och Härje
  - 1993–2000 – Helge och Helny
  - Från 2001 – Helge
- Källor
  - Brylla, Eva (red.). Namnlängdsboken. Gjøvik: Norstedts ordbok, 2000 ISBN 91-7227-204-X
  - af Klintberg, Bengt. Namnen i almanackan. Gjøvik: Norstedts ordbok, 2001 ISBN 91-7227-292-9

### Finlandssvenska almanackan
- Nuvarande från 1973[1] – Roger
- I föregående revideringar[a][2]
  - 1929–1949 – Halvdan
  - 1950–1972 – Helge

## Händelser
- 1061 – Sedan Nicolaus I har avlidit den 27 juli väljs Anselmo di Baggio till påve och tar namnet Alexander II.
- 1399 – Rikard II blir avsatt av sin kusin Henrik Bolingbroke, som under namnet Henrik IV utropas till ny kung av England och herre över Irland och därmed grundar den engelska kungaätten Lancaster. Rikard II dör ett knappt halvår senare, troligtvis av svält.
- 1782 – Det Gustavianska operahuset i Stockholm invigs.
- 1791
  - Den konstituerande nationalförsamlingen, den grundlagstiftande församlingen under franska revolutionen, avslutas efter att ha antagit en ny grundlag där kungamakten kraftigt begränsas.
  - Operan Trollflöjten av Wolfgang Amadeus Mozart har urpremiär på Theater auf den Wieden i Wien under tonsättarens ledning.
- 1864 – E. W. Tempel upptäcker asteroid 81 Terpsichore.
- 1878 – Christian Heinrich Friedrich Peters upptäcker asteroid 191 Kolga.
- 1935 – Folkoperan Porgy och Bess har urpremiär i Boston, två dagar efter kompositörens, George Gershwin, 37:e födelsedag.
- 1936 – Resetävlingen Jorden runt på 20 dagar inleds, tre deltagare tävlar i snabbaste jorden runt-resa med kommersiella färdmedel, avslutas 19 oktober
- 1938 – Storbritanniens premiärminister Neville Chamberlain återvänder till Heston Airport utanför London, där han inför de människor som samlats där förklarar att ”Jag tror det är fred under vår livstid”, och viftar med ett papper han undertecknat tillsammans med Adolf Hitler.
- 1966 – Botswana deklarerar sin självständighet från Storbritannien.[3]
- 1967 – Brittiska BBC lanserar sin ungdomsstation BBC Radio 1 som sänder musik och jinglar på samma sätt som kommersiella stationer.
- 1972 – Ölandsbron invigs.
- 1982 – Tv-serien Skål har premiär på amerikanska tv-nätverket NBC.
- 1990 – Den skandinaviska tv-kanalen TV3 lanseras i en egen version för Danmark. Sverige och Norge fortsätter att se samma version.
- 1991 – Talkshowen The Jerry Springer Show har premiär på amerikansk tv.
- 1994 – Rymdfärjan Endeavour skjuts upp på uppdrag STS-68.
- 1999 – Ryssland inleder offensiv mot Tjetjenien, och startar därmed det andra Tjetjenienkriget.
- 2005 – Muhammedbilderna i Jyllands-Posten publiceras vilket vållar debatt.
- 2006 – Skottdramat i Nangpa La inträffar på gränsen mellan Kina och Nepal.
- 2010 – 50-öringen avskaffas som svenskt mynt.[4] Därmed försvinner ett mynt, som har funnits som svenskt betalningsmedel sedan 1857. Dessutom försvinner det sista öresmyntet ur svensk handel, efter att öre som mynt har funnits i nästan 500 år, sedan 1522. Öret finns dock kvar som räkneenhet.
- 2016 – Rymdsonden Rosetta som levererat världens första atroidlandare Philae till 67P/Churyumov-Gerasimenko och gjort en del analyser av kometen kraschas avsiktligt in i kometen, vilket avslutade uppdraget.
- 2017 – Mellan 15 000 och 20 000 motdemonstranter samlas bland annat på Heden i Göteborg, för att demonstrera mot nazisternas marsch genom staden.
- 2020 – Den allra första presidentvalsdebatten hålls mellan Donald Trump och Joe Biden – inför Presidentvalet i USA 2020.

## Födda
- 1227 – Nicolaus IV, påve
- 1732 – Jacques Necker, fransk politiker, finansminister under Ludvig XVI
- 1788 – Lord Raglan, brittisk fältmarskalk
- 1800 – Decimus Burton, brittisk arkitekt
- 1832 – Frederick Roberts, 1:e earl Roberts, brittisk fältmarskalk
- 1844 – Hjalmar Håkansson, svensk operasångare, organist och kördirigent
- 1847 – Henry Augustus Buchtel, amerikansk republikansk politiker och präst, guvernör i Colorado
- 1852 – Charles Villiers Stanford, irländsk-brittisk tonsättare
- 1870 – Jean Baptiste Perrin, fransk fysiker, mottagare av Nobelpriset i fysik 1926
- 1874 – Per Tysk, svensk lantbrukare och politiker
- 1879 – Johan Falkberget, norsk författare
- 1882 – Hans Geiger, tysk fysiker
- 1886 – Wilhelm Marschall, tysk sjömilitär, generalamiral 1943
- 1895
  - Albert Francis Hegenberger, amerikansk militär och flygare
  - Lewis Milestone, ryskfödd amerikansk filmregissör
  - Aleksandr Vasilevskij, marskalk av Sovjetunionen
- 1905
  - Marietta Canty, amerikansk skådespelare
  - Nevill F. Mott, brittisk fysiker, mottagare av Nobelpriset i fysik 1977
- 1916 – Roland Bengtsson, svensk kompositör, kammarmusiker och musiker (gitarrist)
- 1920 – Torbjörn Iwan Lundquist, svensk tonsättare
- 1921 – Deborah Kerr, brittisk skådespelare
- 1922 – Oscar Pettiford, amerikansk jazzbasist
- 1924
  - Truman Capote, amerikansk författare
  - Cecil Heftel, amerikansk demokratisk politiker
- 1925 – Johnny Mathis, amerikansk sångare
- 1926 – Paul Höglund, svensk skådespelare och operasångare
- 1928 – Elie Wiesel, rumänsk-amerikansk författare, mottagare av Nobels fredspris 1986
- 1929 – Dorothee Sölle, tysk teolog och skribent
- 1931 – Angie Dickinson, amerikansk skådespelare
- 1934 – Udo Jürgens, österrikisk sångare
- 1936 – Jim Sasser, amerikansk demokratisk politiker och diplomat, senator (Tennessee)
- 1939
  - Len Cariou, kanadensisk skådespelare
  - Jean-Marie Lehn, fransk kemist, mottagare av Nobelpriset i kemi 1987
  - Sven-Olof Petersson, svensk musiker (saxofon), medlem i Sven-Ingvars
  - Tommy Engstrand, svensk sportjournalist, referent av fotboll, ishockey, tennis i främst Radiosporten
- 1941
  - Paul Bremer, amerikansk diplomat, ledare för den civila administrationen i Irak
  - Reine Wisell, svensk racerförare.
- 1942 – Sture Fåglum, tävlingscyklist, mottagare av Svenska Dagbladets guldmedalj 1967
- 1943 – Johann Deisenhofer, tysk kemist, mottagare av Nobelpriset i kemi 1988
- 1944 – Mats Hådell, svensk barnskådespelare, TV-journalist och programledare
- 1945 – Ehud Olmert, israelisk premiärminister
- 1946 – Jochen Mass, tysk racerförare
- 1947
  - Marc Bolan, brittisk musiker
  - Hans Lundgren, svensk kördirigent
- 1950 – Victoria Tennant, brittisk skådespelare
- 1951 – Barry Marshall, australiensisk mikrobiolog, mottagare av Nobelpriset i fysiologi eller medicin 2005
- 1952 – Jack Wild, brittisk skådespelare
- 1953 – Hilton Dawson, brittisk parlamentsledamot för Labour Party
- 1957 – Fran Drescher, amerikansk skådespelare, mest känd som Fran i TV-serien The Nanny
- 1960 – Blanche Lincoln, amerikansk demokratisk politiker, senator från Arkansas
- 1961 – Eric Stoltz, amerikansk skådespelare
- 1964 – Monica Bellucci, italiensk skådespelare och fotomodell
- 1969 – Kristin Kaspersen, svensk-norsk TV-programledare
- 1971 – Jenna Elfman, amerikansk skådespelare
- 1973 – Fredrik Erixon, svensk ekonom och författare
- 1975 – Marion Cotillard, fransk skådespelare
- 1980
  - Maja Gullstrand, svensk musiker
  - Martina Hingis, schweizisk tennisspelare
- 1982
  - Lacey Chabert, amerikansk skådespelare
  - Kieran Culkin, amerikansk skådespelare
- 1997 – Max Verstappen, nederländsk racerförare
- 2002 – Maddie Ziegler, amerikansk dansare och skådespelare

## Avlidna
- 1572 – Franciskus Borja, spansk präst, jesuit och helgon
- 1626 – Nurhaci, manchuisk hövding och grundare av den senare Jin-dynastin
- 1862 – Jacob W. Miller, amerikansk politiker, senator (New Jersey)
- 1891 – Georges Boulanger, fransk militär och politiker
- 1897 – Thérèse av Jesusbarnet, fransk karmelitnunna, mystiker, helgon och kyrkolärare
- 1904 – George Frisbie Hoar, amerikansk republikansk politiker, senator (Massachusetts)
- 1913 – Rudolf Diesel, dieselmotorns uppfinnare
- 1927 – Ole Juul, norsk konstnär
- 1934 – John K. Shields, amerikansk demokratisk politiker och jurist, senator (Tennessee)
- 1940 – Oliver Shoup, amerikansk republikansk politiker, guvernör i Colorado
- 1943
  - Conny Molin, svensk operasångare
  - Johan Ludwig Mowinckel, norsk politiker, statsminister
- 1946 – Anders Boman, svensk skådespelare och biografdirektör
- 1955
  - James Dean, amerikansk skådespelare
  - Pentti Haanpää, finländsk författare
- 1962 – Sven Magnusson, svensk skådespelare
- 1978 – Edgar Bergen, amerikansk buktalare
- 1984 – Hilding Linnqvist, svensk konstnär
- 1985 – Simone Signoret, fransk skådespelare och författare
- 1987 – Vincent Jonasson, svensk sångare, kompositör, textförfattare och skådespelare
- 1990 – Patrick White, australisk författare, mottagare av Nobelpriset i litteratur 1973
- 1994 – André Lwoff, fransk mikrobiolog, mottagare av Nobelpriset i fysiologi eller medicin 1965
- 2002 – Göran Kropp, svensk äventyrare och bergsbestigare
- 2007 – Milan Jelić, bosnisk politiker och tidigare Republika Srpskas president
- 2009 – Robert S. Baker, brittisk film- och TV-producent, Helgonet, Snobbar som jobbar
- 2010 – Martin Ljung, svensk skådespelare
- 2011
  - Anwar al-Awlaki, amerikansk-jemenitisk terrorutpekad al-Qaida-ledare
  - Robert Clifford Olson, kanadensisk seriemördare
  - Ralph Steinman, kanadensisk immunolog och cellbiolog, mottagare av Nobelpriset i fysiologi eller medicin 2011
- 2012 – Turhan Bey, österrikiskfödd amerikansk skådespelare
- 2014
  - Kaj Björk, svensk socialdemokrat, riksdagsman, ambassadör, journalist och författare om arbetarrörelsens historia
  - Gunder Höög, svensk konstnär
  - Martin L. Perl, amerikansk fysiker, mottagare av Nobelpriset i fysik 1995
  - Jim Steffe, svensk skådespelare
- 2015 – Göran Hägg, svensk författare, debattör, kritiker och litteraturvetare
- 2020 – Joaquín Salvador Lavado, argentinsk serieskapare med pseudonymen Quino
- 2024 – Pete Rose, amerikansk basebollspelare